# Maurice Hinchey
Maurice Dunlea Hinchey (New York, 27 ottobre 1938 – Saugerties, 22 novembre 2017) è stato un politico statunitense, membro della Camera dei Rappresentanti per lo stato di New York dal 1993 al 2013.

## Biografia
Nato a New York, dopo il servizio militare nella marina Hinchey si laureò ed entrò in politica con il Partito Democratico.
Nel 1972 si candidò infruttuosamente per un seggio all'interno dell'Assemblea generale di New York, la camera bassa della legislatura statale di New York. Due anni dopo si ripresentò a nuove elezioni e questa volta risultò eletto, per poi essere riconfermato nei successivi diciotto anni.
Nel 1992 si candidò alla Camera dei Rappresentanti e fu eletto. Negli anni successivi venne riconfermato dagli elettori per altri nove mandati, pur cambiando distretto congressuale nel 2002. Nel 2012 annunciò la propria intenzione di non chiedere un ulteriore mandato da deputato e lasciò così il Congresso dopo vent'anni di permanenza.
Hinchey, un democratico progressista, fu membro per svariati anni del Congressional Progressive Caucus.
Morì nel 2017, all'età di settantanove anni, per le conseguenze di una demenza frontotemporale.